# Oh Laura
Oh Laura (früher bekannt als Laura) ist eine schwedische Popgruppe aus Stockholm.
Das Debütalbum A Song Inside My Head, a Demon in My Bed wurde am 25. Mai 2007 bei dem Label Cosmos Records veröffentlicht. Die erste Single-Auskopplung des Albums, Release Me, war der Soundtrack eines Saab-Werbespots, ausgestrahlt in Schweden, Norwegen, Polen, Spanien, Irland, Australien und Großbritannien.
Am 13. Juni 2012 erschien das zweite Studioalbum "The Mess We Left Behind".

## Diskografie

### Alben
- 2007 A Song Inside My Head, a Demon in My Bed
- 2012 The Mess We Left Behind

### Singles
- 2007 Release Me